# NGC 3087
NGC 3087 في الفهرس العام الجديد، هي مجرة، تقع في كوكبة مفرغة الهواء. اكتشفت في 2 فبراير 1835 بواسطة جون هيرشل.

## روابط خارجية
- NGC 3087 على موقع ويكي سكاي: DSS2, SDSS, GALEX, IRAS, Hydrogen α, X-Ray, Astrophoto, Sky Map, Articles and images